# Fitz
Pour les articles homonymes, voir Fitz (homonymie).
Fitz est un mot anglo-normand qui signifie « fils ». Il est notamment utilisé dans les noms de famille à préfixe patronymique pour signifier « fils de ».

## Onomastique
- L'élément antéposé Fitz- est analogue au français moderne fils, que l'on prononçait [fijs] (fiys) en ancien français et qui évolua vers la prononciation [fids] dans l'ancien parler d'oïl normand, écrit alors fiz, puisque la lettre z a transcrit les sons [ts / dz] jusqu'aux XIe et XIIe siècles dans les anciens parlers d'oïl[1]

En Normandie, suivi du prénom du père dans les familles seigneuriales, fitz signifiait « fils de ». Dans les anciens parlers d'oïl le génitif n'était indiqué que par l'ordre des mots (et par l'utilisation du cas régime), et n'était pas matérialisé par la préposition de, de sorte que Fitz Patrick, par exemple, signifiait « fils de Patrick », de même que hostel Dieu (« hôpital ») signifiait « maison de Dieu » (de même dans certains toponymes: par exemple Bois-le-Duc signifiant « bois du duc », etc.)
En Normandie l'usage de Fitz-, dans les familles nobles ou de petite noblesses d'origine généralement scandinave, s'inscrivait dans la continuité de l'ancienne coutume nordique, commune jadis à de nombreux peuples germaniques. Elle consistait à faire suivre le prénom d'un enfant par celui du père suffixé en -son (« -fils ») ; par exemple, le fils du Norvégien Erik le Rouge était nommé Leif Eriksson. Autre exemple : Osbern de Crépon et son fils Guillaume Fitz Osbern. On note des concordances entre des noms de Scandinaves et des noms de Normands de souche nordique se rapportant à des personnages attestés historiquement, exemple : Þorgilsson = Fitz Turgis > Noms de famille anglais Sturgis / Sturges formes contractées de Fitz Turgis et normands Turgis, Tourgis; de même Ásbjǫrnson = Fitz Osbern (cf. ci-dessus) > ancien prénom Osbern, Osberne (jusqu'au XVIe siècle) > patronyme Auber (sans t).
Il n'y avait pas de noms de famille à proprement parler jusqu'au XIIIe siècle, voire plus tard. 
Cette coutume survécut longtemps dans une partie du monde germanique, d'où les innombrables noms tels que Johnson, Ericsson, Nielsen, etc., en Europe du Nord. Cet usage est encore la règle aujourd'hui en Islande où il n'y a quasiment pas de noms de famille : le prénom d'un enfant est simplement suivi du prénom du père (ou de la mère) auquel on accole -son (pour les garçons) et -dottir pour les filles.
- Les Scandinaves qui s'installèrent en Normandie au Xe siècle perdirent l'usage de leur langue norroise en une centaine d'années, au profit des parlers d'oïl endogènes de Normandie. En effet, comme ils voyageaient avec peu de femmes, la mère de leurs enfants était souvent de souche indigène ou étrangère et la maîtrise de la langue d'oïl s'imposait dans un environnement socio-économique resté roman pour l'essentiel. Il est probable que Guillaume le Conquérant ne parlait que la langue d'oïl normande. Néanmoins, les Normands adaptèrent l'usage de filiation en remplaçant le terme germanique -son par le mot roman fiz-.

- L'usage se répand en Grande-Bretagne et en Irlande, après la conquête normande de l'Angleterre de 1066.
- En Angleterre, il s'applique surtout aux fils naturels des rois d'Angleterre, comme Fitz-James pour Jacques Fitz-James de Berwick (fils naturel de Jacques II Stuart)
- En Irlande, plusieurs familles font précéder leur nom du mot Fitz ; les principales sont les Fitz-Gerald et les Fitz-Moritz.
- Dans les contrées celtes (gaéliques) il y avait aussi une marque de filiation par l'usage du mot mac (« fils de ») ou Mc: MacDonald, McDonald, MacIntosh, etc.

## Anthroponyme

### Fitz- comme préfixe de patronyme
Au Moyen Âge, les nobles normands portent des noms pour lesquels l’élément fitz est séparé de l’anthroponyme proprement dit, le mot prenant tout son sens de « fils de » sous la forme « Prénom fils de Prénom », comme Walter fitz Alan, Guillaume fitz Osbern, Alan fitz Walter, Richard fitz Nigel, etc.
Au fil des siècles, le préfixe fitz- a fini par se rattacher au patronyme dans la plupart des cas. Ainsi, fitz Alan est devenu Fitzalan et fitz Walter est devenu Fitzwalter. 
On trouve également la forme « Prénom fils de monarque » comme fitz Roy, « fils du roi » ou Henri FitzEmpress, « fils de l'impératrice », surnom de Henri II d'Angleterre, ou encore le nom Fitzurse, « fils de l'ours », comme Reginald Fitzurse.
Aujourd'hui, tous ces noms de familles sont britanniques ou irlandais.
Liste de noms de famille signifiant étymologiquement « fils de » :
- Fitzalan, fils d'Alan
- FitzClarence (en), fils de Clarence
- Fitzduncan (en), fils de Duncan
- Fitzgeorge, fils de George
- FitzGerald , fils de Gerald
- Fitzgibbon , fils de Gibbon
- Fitzgilbert (en), fils de Gilbert
- Fitzhamon , fils de Hamon
- Fitzharris (en), fils de Harris
- Fitzhenry (en), fils de Henry
- Fitzherbert, fils de Herbert
- Fitzhugh (en), fils de Hugh
- Fitz-James , fils de James
- Fitzjohn, fils de John
- FitzMaurice , fils de Maurice
- Fitzmorris (en), fils de Morris
- Fitzpatrick , fils de Patrick
- Fitzrichard (en), fils de Richard
- Fitzroy , fils du roi
- Fitzsimon (en), fils de Simon
- Fitzsimons , fils de Simons
- Fitzstephen (en), fils de Stephen
- FitzThomas (en), fils de Thomas
- Fitzwarren (en), fils de Warren
- Fitzwilliam, fils de William

#### Personnage fictif
- Fitz Chevalerie Loinvoyant : personnage fictif de la série de romans L'assassin royal, fils de Chevalerie Loinvoyant.

### Fitz comme patronyme
Fitz est également un patronyme à part entière. Il est notamment porté par :
- Benjamin Rutherford Fitz (1855-1891), peintre américain ;
- Brent Fitz (1970-), batteur canadien du groupe de rock alternatif Theory of a Deadman ;
- Florian David Fitz (1974-), acteur, réalisateur et scénariste allemand ;
- Michael Fitz (1958-), acteur et musicien allemand.

#### Personnage fictif
- Leopold James Fitz : personnage fictif originaire de l'univers cinématographique Marvel avant d'apparaître dans les Marvel Comics. Il apparut pour la première fois dans l'épisode pilote d'Agents of S.H.I.E.L.D. en 2013, et est interprété par Iain De Caestecker.